# Le Luot
Le Luot è un comune francese di 219 abitanti situato nel dipartimento della Manica nella regione della Normandia.

## Società

### Evoluzione demografica
Abitanti censiti